# اسکات تامپسون (کمدین)
اسکات تامپسون (انگلیسی: Scott Thompson؛ زادهٔ ۱۲ ژوئن ۱۹۵۹) یک هنرپیشه اهل کانادا است. وی از سال ۱۹۸۰ میلادی تاکنون مشغول فعالیت بوده‌است.
او در فیلم میکی زاغه بازی کرده‌است.